# Pedro Oroná
Pedro Antonio Oroná fue un destacado combatiente en la guerra de la independencia de la República Argentina, participando de las principales acciones en el frente de la Banda Oriental hasta la caída de Montevideo, último baluarte realista en el Río de la Plata, en 1814. Posteriormente participó de la campaña del Ejército Libertador de Juan Lavalle contra Juan Manuel de Rosas, siendo capturado y ejecutado.

## Biografía
Nació en la ciudad de Buenos Aires en la última década del siglo XVII, siendo sus padres Miguel Gerónimo Oroná y María de las Nieves Farías.
Inició su servicio en la Banda Oriental como sargento 2.º en el cuerpo de Patricios.
El 18 de mayo de 1811 tomó parte en la batalla de Las Piedras, primer triunfo de las fuerzas patriotas en ese frente. Por su desempeño fue ascendido a alférez y en junio de 1811 incorporado a los Dragones de la Patria.
Participó del primer sitio de Montevideo, del 1 de junio al 21 de octubre, y del segundo, iniciado el 20 de octubre de 1812.
El 31 de diciembre de 1812, Oroná combatió en la Batalla de Cerrito. Con el escuadrón N° 4 de dragones, al mando de Blas José Pico formó en el ala izquierda de la fuerza desplegada en el Cerro de Montevideo que al mando del teniente coronel Miguel Estanislao Soler sufrió el ataque inicial de las tropas del brigadier Vicente Muesas.
Tras ceder la cima, las fuerzas patriotas contraatacaron y rechazaron a los realistas.
Los dragones atacaron sable en mano a las tropas de Montevideo en dos oportunidades, replegádose sobre el cerro al refugiarse el enemigo entre calles y caminos cubiertos.
Unos versos de la época recuerdan a Oroná:

"A los libres dragones comandaron
Oroná, Suzo, Caparrós e Izquierdo..."
Francisco Esteban Acuña de Figueroa, Diario historico del sitio de Montevideo en los años 1812-13-14, página 56.

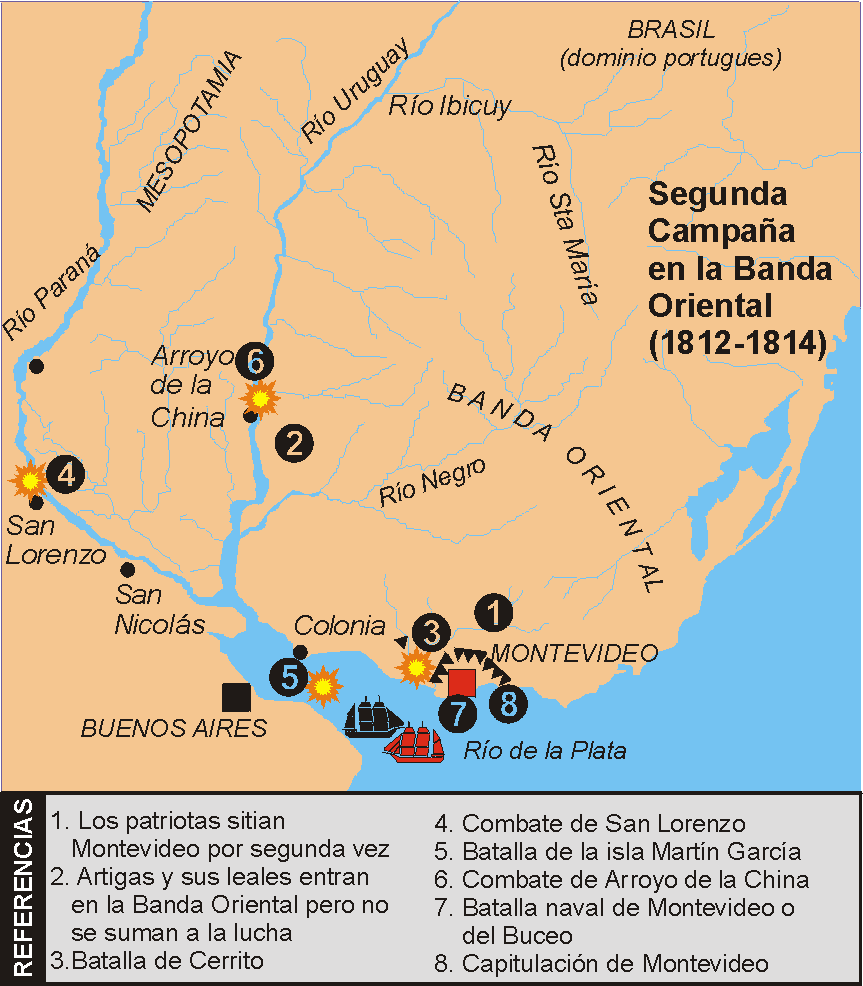

Tras la ruptura de las milicias orientales al mando de Gervasio Artigas con las tropas al mando de José Rondeau y el retiro de las primeras del sitio a principios de enero de 1814, Oroná, con el grado de teniente, fue asignado a la guarnición de dragones en Colonia del Sacramento para reforzar esa plaza ante el conflicto civil inminente.
El 26 de febrero de 1814 las fuerzas de Artigas tomaron posesión de Las Víboras (hoy Departamento de Colonia), según un informe de Orona al comandante de Colonia, Vicente Lima. El 27 de marzo las posiciones estaban invertidas y la guarnición entera debió socorrer a Oroná, sitiado por Artigas en las Víboras.

### Martín García
Abierta la campaña naval contra Montevideo, el 10 de marzo de 1814 la nueva escuadra de las Provincias Unidas al mando del entonces teniente coronel Guillermo Brown atacó a la flota realista al mando del capitán de fragata Jacinto de Romarate en el canal occidental de la Isla Martín García.

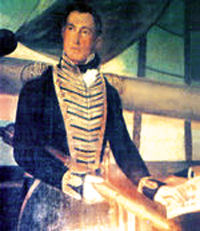
Brown (óleo de F.Goulu, 1825).

En el combate naval varó la fragata Hércules, nave capitana revolucionaria, sufriendo un violento fuego de la escuadra de Romarate y las baterías de apoyo en tierra.
Brown se retiró pero solo para efectuar las reparaciones necesarias y recibir refuerzos.
Vicente Lima envió en el HMS Hope desde Colonia a 49 hombres (23 Dragones y 23 infantes del Regimiento N° 6, con sus oficiales, respectivamente el alférez de dragones Gervasio Espinosa y el subteniente del 6 Luis Antonio Frutos)  al mando del teniente primero del Regimiento de Dragones de la Patria Pedro Oroná. Con esos solos refuerzos y 17 milicianos, paisanos de Las Conchas, Brown volvió contra toda previsión de los realistas al ataque.

#### El asalto

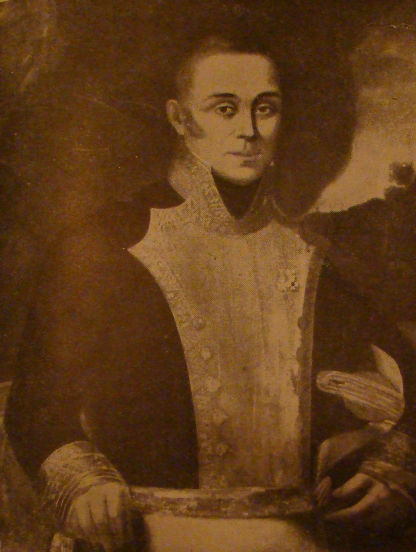
Jacinto de Romarate Salamanca.

Pese a las reparaciones, dadas las enormes bajas y daños sufridos Brown se sabía incapaz de enfrentar a Romarate, único comandante enemigo que respetaba. No obstante, con los escasos refuerzos recibidos mantenía una fuerza de infantería superior a la guarnición de la isla por lo que un asalto rápido y sorpresivo podía darle el control de la posición antes de que Romarate pudiera desembarcar sus tropas.
Dado que sólo había oficiales subalternos, estos efectuaron una junta para decidir el comando del asalto, eligiendo al teniente Oroná. Dividió sus fuerzas en tres divisiones de 80 hombres: la primera al mando del teniente del Regimiento N° 2 Manuel José Balbastro, siendo su segundo el alférez de Dragones Gervasio Espinosa, la segunda a cargo del teniente del N°2 Manuel Castañer y el subteniente del Regimiento N° 6 Luis Antonio Frutos, y la tercera división a las órdenes del teniente del ejército Jaime Kainey con el subteniente del Regimiento Granaderos de Infantería Mariano Antonio Durán.
A las 20:00 horas del día 14, Brown echó anclas a media milla al sudeste de la isla, frente al fondeadero llamado Puerto Viejo. A las 02:30 del 15 desembarcaron en 20 minutos y por orden de divisiones los 240 hombres de la fuerza de asalto, transportados en 8 barcazas. Al acercarse los botes recibieron fuego de tierra de algunos enemigos emboscados en el monte quienes al recibir las primeras descargas y dos tiros de cañón huyeron al interior de la isla.
Asegurado el desembarco, Brown llevó la escuadra en dirección a los buques realistas para simular un ataque como distracción del esfuerzo principal.
No obstante, el avance sobre la plaza iniciado a las 4 de la mañana había sido detectado y al subir el cerro que daba acceso al puerto recibieron un intenso fuego de las fuerzas realistas. En ese momento la flota de Brown inició un cañoneo como distracción desde el oeste sobre la escuadra realista.

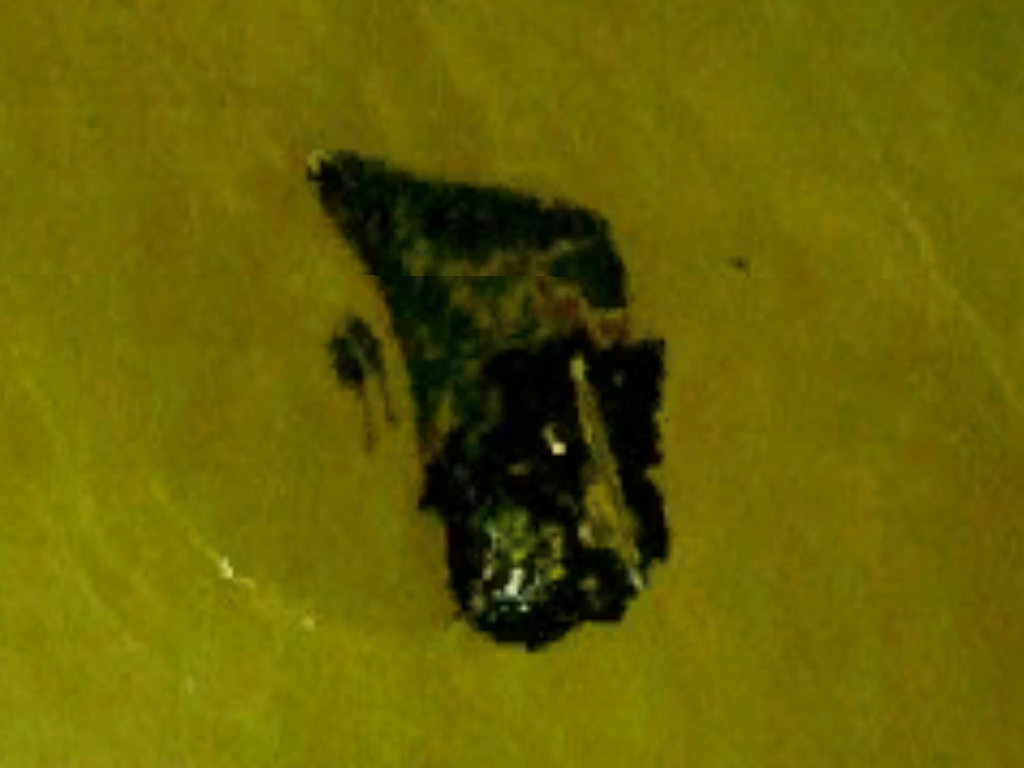
Imagen satelital de Martín García.

El ataque, que se efectuaba a la carrera por camino dificultoso y ascendente, se detuvo brevemente por el intenso fuego enemigo que se recibía a descubierta y sin poder responder. En ese momento se ordenó al pífano y al tambor tocar la marcha "En la Mañana de San Patricio" (Saint Patrick’s Day in the Morning) y el asalto a bayoneta calada se reanudó con gran empuje sobrepasando a los defensores del fuerte quienes huyeron hacia las naves o se rindieron tras veinte minutos de combate. El Teniente Jones de la Céfiro capturó la batería volante de apoyo a la escuadra y volteó los cañones contra los navíos realistas, izando la insignia de las Provincias Unidas en la isla.
Los realistas tuvieron 10 muertos, 7 heridos y 50 prisioneros (9 de tropa, 21 de milicias u 20 de Morenos) mientras que las bajas de los patriotas consistieron en tres soldados muertos y cinco heridos. Pedro Oroná y el subteniente de milicias Pedro Aguilar resultaron heridos levemente. Los habitantes, al igual que los restantes miembros de la guarnición consiguieron embarcar en la flota.
La victoria de Brown posibilitó su avance sobre Montevideo, el que tras su decisiva victoria en el Combate naval del Buceo permitió cerrar el bloqueo de esa ciudad y forzar finalmente su rendición.
Por su participación en la batalla Oroná fue ascendido a capitán graduado de su Regimiento, con fecha 22 de marzo de 1814.

### Guerra del Brasil

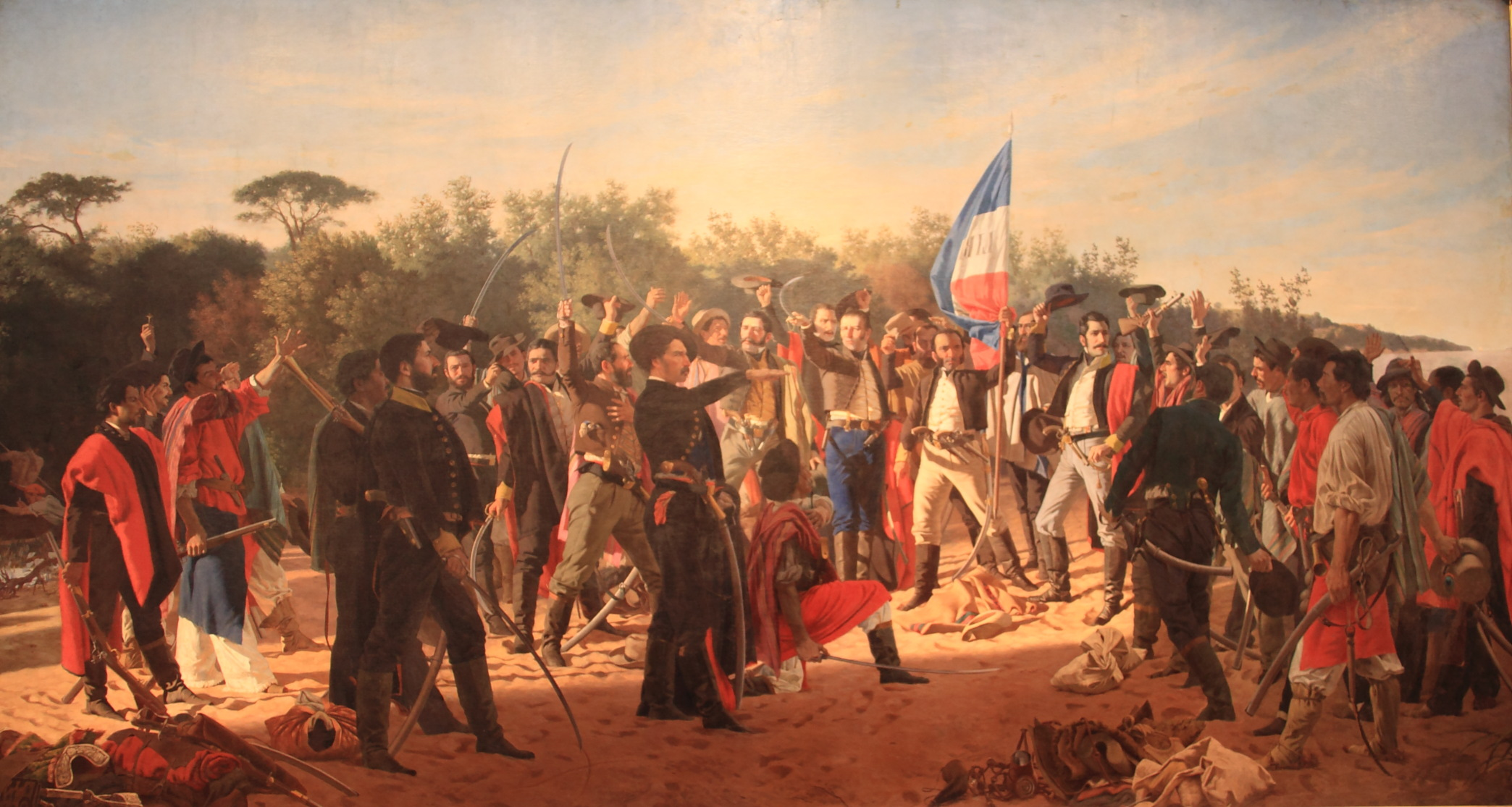
El Juramento de los Treinta y Tres Orientales, óleo de Juan Manuel Blanes.

El 16 de septiembre de 1815 la Gazeta de Buenos Ayres informa de la promoción de Pedro Oroná al grado de Ayudante Mayor del Regimiento de Dragones de la Patria.
En 1816 tropas del Reino Unido de Portugal, Brasil y Algarve comenzaron la invasión lusobrasileña de la Provincia Oriental y de Misiones y en 1821 la Banda Oriental fue anexada con el nombre de Provincia Cisplatina.
En 1825 un grupo de orientales y de otras provincias conocidos por los Treinta y Tres Orientales al mando de Juan Antonio Lavalleja y con el apoyo del gobierno argentino pasaron a la Banda Oriental y reiniciaron la lucha contra el invasor.
Pedro Oroná, con el grado de teniente coronel, se sumó a la División Maldonado como segundo del comandante Leonardo Olivera. Maldonado era un punto sensible a la resistencia, en razón del gran número de vecinos aportuguesados. En un oficio a Lavalleja del 23 de mayo le comunicaba haber quedado al frente de la División por estar muy enfermo Olivera. Recuperado su comandante, la División Maldonado participó del sitio de Colonia del Sacramento, de la victoria de Los galpones, de la Batalla de Sarandí del 12 de octubre, de la toma de la Fortaleza de Santa Teresa el 31 de diciembre de 1825, de la batalla de Chuy del 1 de enero de 1826 y de la campaña que finaliza en la batalla de Ituzaingó el 20 de febrero de 1827.
Oroná se reintegró al servicio activo en las fuerzas armadas de las Provincias Unidas en septiembre de 1827, siendo agregado al Regimiento N° 1 de Caballería. El 6 de febrero de 1828 fue destinado por Lavalleja al Departamento de Maldonado donde el 11 de julio de ese año cometió un "atentado" contra el Consejo de Administración de Justicia de la ciudad., conflicto en el cual estuvo involucrado el comandante Leonardo Olivera, y que reflejó el flamante gobernador Luis Eduardo Pérez con las palabras "Las ocurrencias de Maldonado son bien desagradables."'

### Guerras civiles
Regresó a Buenos Aires a fines de noviembre de 1828 y alcanzó a sumarse a la revolución del 1.º de diciembre en la que Juan Lavalle depuso al gobernador Manuel Dorrego, dándosele la baja tras la retirada del general unitario.

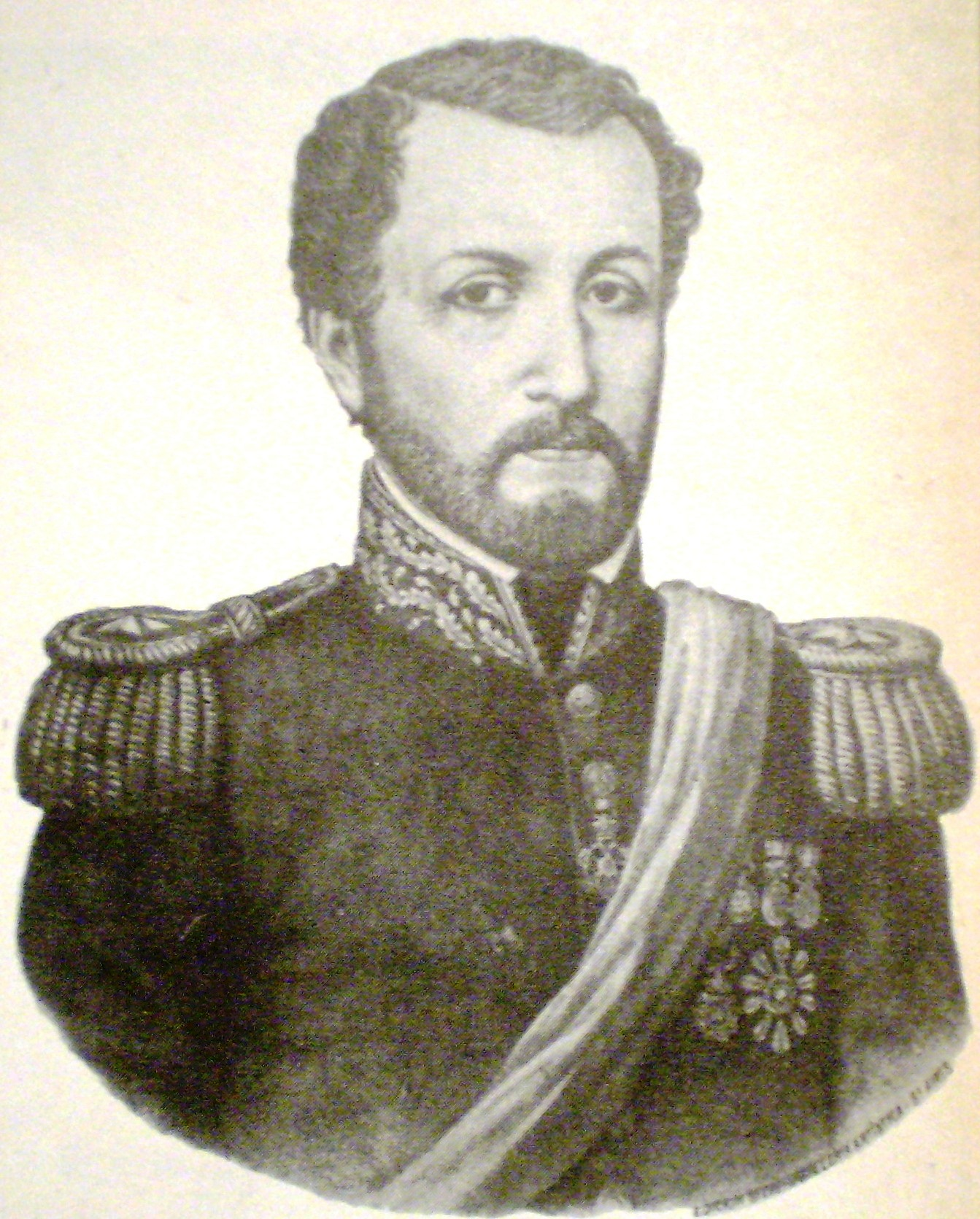
General Lavalle.

Reincorporado al servicio, fue nombrado teniente coronel de caballería el 5 de octubre de 1829 y poco después recibió el mando del 2.º escuadrón del Regimiento N° 3, permaneciendo en campaña hasta 1834, cuando fue nuevamente dado de baja en la purga dispuesta por Rosas en las fuerzas armadas y la administración provincial.
En 1840 el general unitario Juan Lavalle pasó con su ejército a la provincia de Buenos Aires para combatir a Juan Manuel de Rosas, transportado por buques franceses cuando aún no se había levantado el Bloqueo francés al Río de la Plata. El 5 de agosto el llamado Ejército Libertador desembarcó en Baradero y San Pedro y marchó hacia Buenos Aires en dos columnas.
Oroná se presentó a Lavalle para ofrecerle sus servicios, quien lo nombró el 25 de agosto de 1840, comandante militar de Navarro, tras el Combate de Navarro del 23 de agosto, en el cual el coronel Niceto Vega del ejército de Lavalle derrotó a una división federal al mando del comandante Lorea.
El 3 de septiembre en el Combate de Cañada de la Paja (en la naciente del Arroyo Morales) los unitarios obtuvieron una victoria forzando a retirarse a las escasas partidas federales.
No obstante, el 05 las fuerzas al mando de Oroná fueron atacadas con éxito por una partida federal en la laguna del Trigo cayendo prisioneros varios oficiales que fueron fusilados en el curso de los siguientes días.
Orona logró huir y se refugió en una casa, pero fue denunciado por la propietaria, Doña Maria Leona, y capturado por una partida al mando del teniente alcalde Manuel López. Desde la Guardia de Luján (actual Mercedes) fue remitido preso y con una barra de grillos a Buenos Aires, donde fue fusilado en Santos Lugares en ese mismo año.
Ese 5 de septiembre Lavalle arribó a Merlo y detuvo su avance. El 6, ante las novedades y desalentado por la falta de apoyo popular inició la retirada hacia Santa Fe.
Tuvo al menos una hija, María Oroná, quien casó con Pedro Caro.